# Hirotaka Toyoshima
Pour les articles homonymes, voir Toyoshima.
Hirotaka Toyoshima, ou Hironao, est un peintre et graveur japonais du XXe siècle, né le 10 décembre 1933 dans la préfecture d'Aomori et mort le 19 octobre 2013.

## Biographie
Après des études comme élève de l'École des beaux-arts de Tokyo, il vit et travaille au Japon.

Il commence à participer à des expositions de groupe, notamment :
en 1966, Nouvelle Génération de l'Art Contemporain au Musée National d'Art Moderne de Tokyo.
en 1962, 1968et 1969, l'Art Japonais Contemporain.
en 1968, troisième JAFA (Japan Art Festival Association)aux États-Unis.
en 1986, Réalité seconde à la galerie d'art contemporain de Chamalières.
Il montre ses œuvres dans des expositions personnelles depuis 1958:
en 1962 et les années suivantes à Tokyo.
en 1975, 1976 à Stockholm.
en 1986, au centre culturel coréen à Paris.
En 1972, il reçoit un prix à l'exposition internationale de gravure de Cracovie. Dans ses peintures, il pratique un style semi-figuratif où les contrastes lumineux tiennent un rôle essentiel dans sa perception de l'espace, du sombre au clair. Il établit un monde de correspondance, établit des relations entre les êtres et les objets, du tangible au nom visible, du réel au spirituel. Depuis 1970, il réalise de nombreuses gravures.